# Aphelandra pinarotricha
Aphelandra pinarotricha är en akantusväxtart som beskrevs av Emery Clarence Leonard. Aphelandra pinarotricha ingår i släktet Aphelandra och familjen akantusväxter. Inga underarter finns listade i Catalogue of Life.